# Кинотеатр

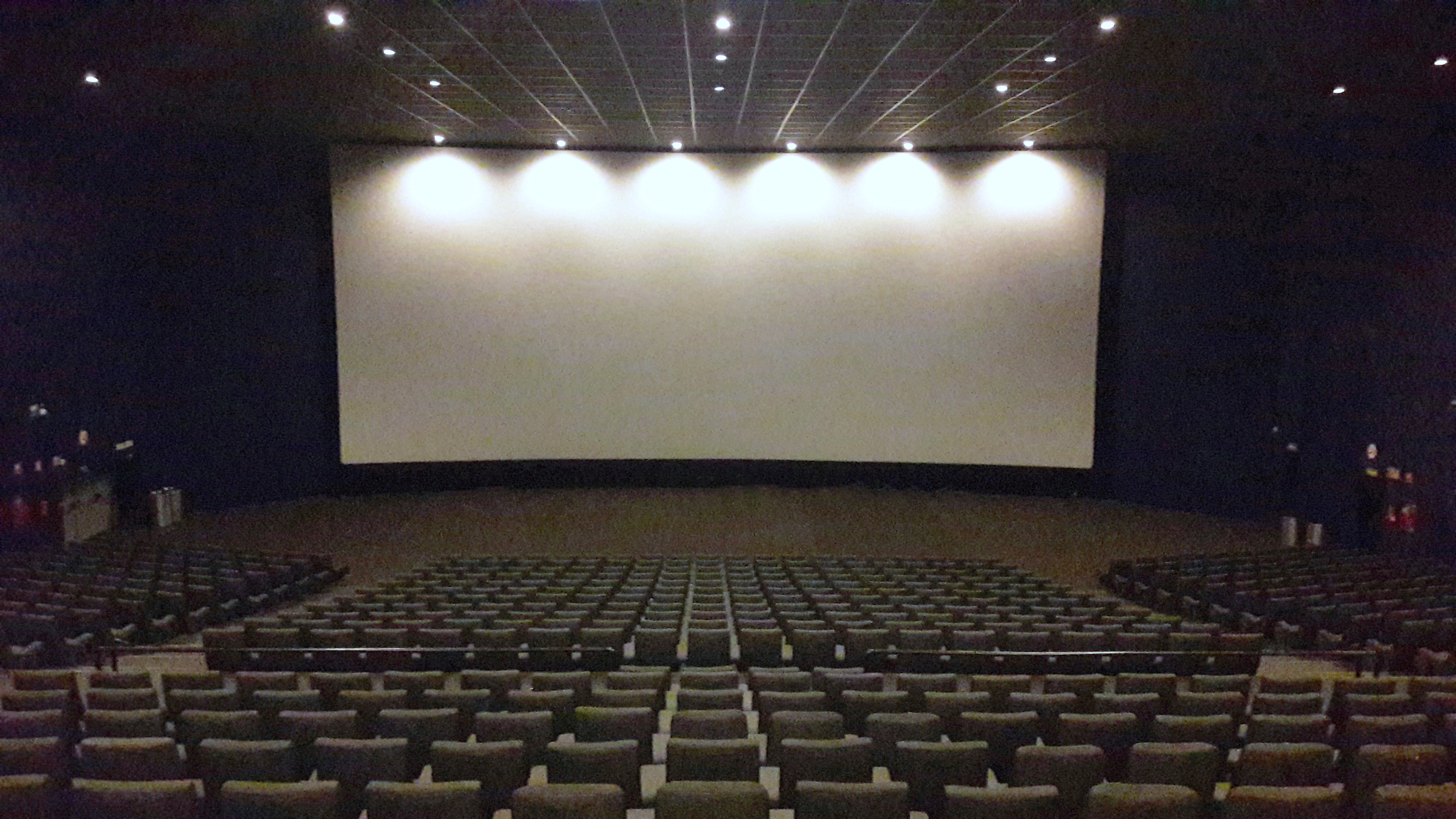
Зрительный зал кинотеатра

Кинотеа́тр — общественное здание или его часть с оборудованием для публичной демонстрации кинофильмов. Главное помещение кинотеатра — зрительный зал с экраном большого размера и системой воспроизведения звука. В современных кинотеатрах система звуковоспроизведения состоит из нескольких громкоговорителей, обеспечивающих объёмный звук.
Первые стационарные кинотеатры назывались в России «электротеатрами».

## История
Первый кинотеатр появился в конце 1890-х годов вместе с зарождением кинематографа. Первые публичные платные показы организовали:
- 14 апреля 1894 года — открытие первой кабины (англ. Kinetoscope Parlor) с установленными в ней 10 кинетоскопами Эдисона на Бродвее в Нью-Йорке[3];
- 20 мая 1895 года — Вудвил Латэм в специальном помещении в Нью-Йорке[4];
- 1 ноября 1895 года — братья Складановские в театре Винтергартен (нем. Berlin Wintergarten theatre) в Берлине[4];
- 28 декабря 1895 года — братья Люмьер в Париже в подвале «Гран-кафе» на бульваре Капуцинок[5][6].
- 16 (28) мая 1896 года — первый киносеанс в Петербурге в саду «Эрмитаж»[2][7].

## Устройство кинотеатра

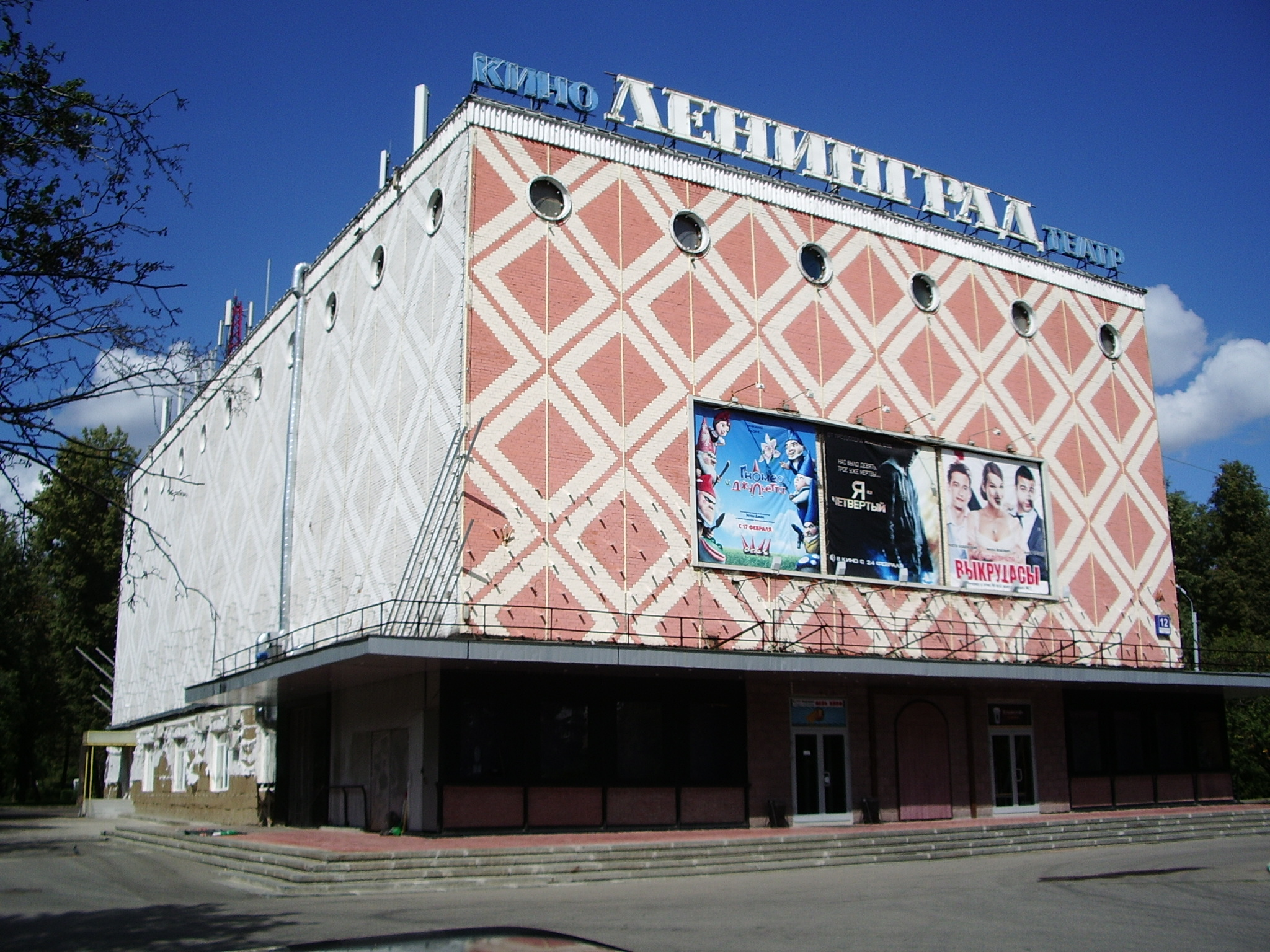
Кинотеатр «Ленинград» в Москве

В современных кинотеатрах часто имеется несколько зрительных залов, обязательна система кондиционирования воздуха, а современные звуковоспроизводящие системы состоят из множества раздельных звуковых каналов (подробнее см. Dolby Surround, Dolby Digital, THX). При проектировании зданий для кинотеатров одной из главных задач считается достижение наилучших акустических характеристик кинозала для качественного звучания. В кинотеатрах обычно также имеются фойе для зрителей, гардероб, буфет, служебные помещения. Ранее кинотеатры СССР были довольно крупными и вмещали до 2500—4000 зрителей единовременно. В конце 1980-х годов в Советском Союзе насчитывалось более 5000 кинотеатров. По другим данным в период развитого социализма в СССР было 4800 кинотеатров и 150 тысяч киноустановок в посёлках городского типа и сельской местности.
Современные кинозалы рассчитаны на меньшее количество зрителей, обычно по 200—300 посадочных мест в одном кинозале. Часто это является следствием реконструкции крупных советских кинотеатров, разделённых на несколько мелких залов, заполнить которые гораздо легче.
На 2008 год в России насчитывалось 7111 кинотеатров, 5651 из которых находился в сельской местности. Современным оборудованием в 2010 году было оснащено 847 российских кинотеатров, насчитывавших на тот момент 2324 кинозала.

## Технологии кинопоказа
Киноустановка кинотеатра, использующего киноплёнку, состоит не менее, чем из двух кинопроекторов для обеспечения непрерывности демонстрации фильма. Каждый кинопроектор называется «постом» и все имеющиеся посты централизованно управляются специальной автоматизированной системой кинопоказа, обеспечивающей незаметность переходов между отдельными частями фильма для зрителя. Современные многозальные мультиплексы широко применяют бесперемоточные платтеры, позволяющие демонстрировать фильмы любой длительности одним постом без перезарядки. В сочетании с централизованным управлением кинозалами и высоким уровнем автоматизации кинопоказа это позволяет обслуживать весь мультиплекс одним киномехаником. Подавляющее большинство кинотеатров оснащаются кинопроекторами, рассчитанными на киноплёнку шириной 35 (99 % коммерческих кинотеатров мира (которые ещё не перешли на цифру) используют 35-мм киноплёнку, остальные 70 мм или IMAX формат или OMNIMAX).

## Цифровой кинотеатр
В современных цифровых кинотеатрах демонстрация кинофильма происходит цифровым кинопроектором с жесткого диска. Такая технология кинопоказа в настоящее время практически полностью вытеснила традиционную пленочную, вследствие своей гибкости и экономичности. Так, мировые премьеры могут происходить одновременно в разных точках земного шара, благодаря тому, что отпадает необходимость физической доставки фильмокопий в каждый кинотеатр. Цифровые технологии, которые позволяют передавать цифровые данные фильма по защищённому каналу связи через интернет или спутниковый ретранслятор, получили широкое распространение в 2013 году.
Цифровая фильмокопия, в отличие от киноплёнки, не подвержена механическому износу и количество сеансов с неизменным качеством с одной копии почти не ограничено. Кроме того, цифровой кинопоказ позволяет мгновенно выбирать любой язык фонограммы и субтитров на одной и той же копии фильма. Современные технологии защиты от видеопиратства надежно защищают цифровой кинофильм от несанкционированного копирования. По данным компании «Нева-фильм», на 1 декабря 2010 года в России насчитывалось 713 кинозалов, оборудованных цифровой проекцией, а на 1 ноября 2013 года — 970 кинотеатров с 2662 цифровыми залами.

## Кинотеатр 3D
Специально оборудованные кинотеатры приспособлены для демонстрации трёхмерного кино. Большинство современных цифровых кинотеатров проектируются и строятся в расчёте на демонстрацию стереофильмов. При трехмерном кинопоказе, в зависимости от конкретной технологии, используется один или два кинопроектора (пленочных или цифровых). При этом каждый глаз зрителя видит свою часть стереопары, проецируемой на экран. В результате изображение воспринимается объемным.
Из существующих на сегодняшний день технологий трёхмерного показа наибольшее распространение в России получила Dolby 3D, из-за дешевизны пассивных очков и пригодности обычного матового экрана, значительно более дешёвого, чем посеребрённые, требующиеся для некоторых других систем с поляризацией.

## Кинотеатр IMAX
Отдельная категория кинотеатров, специально проектирующихся для демонстрации кинофильмов в формате IMAX. От обычных отличается размерами экрана, многократно превосходящими традиционные. Зрительный зал рассчитывается таким образом, что зрители располагаются близко к экрану, который в результате перекрывает все поле зрения. Это увеличивает эффект присутствия и обеспечивает полное погружение в сцену.

## Кинотеатр Drive-in
Система кинотеатров под открытым небом, рассчитанных на кинопоказ для зрителей, находящихся в автомобилях. Впервые технология появилась в США. Как правило, представляет собой парковочную площадку с организованными въездами и выездами и установленным экраном больших размеров. Звуковое сопровождение передается маломощной радиостанцией в стандартном FM-диапазоне для прослушивания на автомагнитолах зрителей или при помощи акустических систем, установленных вокруг парковочных мест. Из-за особенностей кинопоказа под открытым небом, работа таких кинотеатров носит сезонный характер и все сеансы начинаются после захода солнца.

## Кинотеатры с детскими залами
Сеть кинотеатров Cinépolis реализовала идею размещения детских игровых площадок непосредственно в кинозале. Среди игровых развлечений — горки, гимнастические джунгли, батуты, кресла-мешки и ковровое покрытие, имитирующее искусственный газон. Такое решение, нацеленное на привлечение семей в кинотеатры, принесло компании успех в Мексике, Коста-Рике, Гватемале и Испании.

## Кинорыночная терминология
- Моноэкран — кинотеатр с одним экраном;
- Миниплекс — комплекс с количеством экранов от 2 до 8;
- Мультиплекс — кинотеатр от 9 до 15 залов;
- Мегаплекс — от 16 залов; единственный в России мегаплекс работает в Москве;
- Киноплекс — кинотеатр, расположенный в торговом или торгово-развлекательном центре;
- Кинотеатры «первого экрана» — выпускают фильмы в день премьеры по всей стране;
- Кинотеатры «второго экрана» — прокатывают фильмы через две-три недели после премьеры на «первом экране».